# Хуан Рамон Роча
Хуан Рамон Роча (ісп. Juan Ramón Rocha, нар. 8 березня 1954, Санто-Томе) — аргентинський футболіст, що грав на позиції півзахисника. По завершенні ігрової кар'єри — тренер.
Виступав, зокрема, за клуби «Ньюеллс Олд Бойз» та «Панатінаїкос», а також національну збірну Аргентини.

## Клубна кар'єра
У дорослому футболі дебютував 1971 року виступами за команду клубу «Ньюеллс Олд Бойз», в якій провів шість сезонів, взявши участь у 403 матчах чемпіонату. Більшість часу, проведеного у складі «Ньюеллс Олд Бойз», був основним гравцем команди і у 1974 році виграв Чемпіонат Метрополітано. Згодом з 1978 року недовго грав за колумбійський «Атлетіко Хуніор» та аргентинський клуб «Бока Хуніорс», з яким виборов титул володаря Кубка Лібертадорес.
У грудні 1979 року перейшов до грецького «Панатінаїкоса», за який відіграв 10 сезонів аж до завершення ігрової кар'єри. Спочатку Хуан був заявлений за клуб як грек Бубліс, втім викриття фальсифікації і наступний скандал загрожували Рочі в'язницею, а «Панатінаїкосу» вильотом у другий дивізіон. Згодом ці звинувачення були зняті, і клуб та гравець були виправдані. Після цього футболіст успішно виступав за клуб аж до 1989 року, взявши за цей час участь у 227 матчах чемпіонату і виграв два грецьких чемпіонства (1984, 1985) і п'ять Кубків країни (1982, 1984, 1986, 1988, 1989). Також за цей час Роча отримав громадянство Греції.

## Виступи за збірну
1976 року дебютував в офіційних матчах у складі національної збірної Аргентини. Протягом кар'єри у національній команді, яка тривала 2 роки, провів у формі головної команди країни 3 матчі.

## Кар'єра тренера
По завершенні кар'єри гравця залишився у Греції і 1989 року очоливши тренерський клубу «Паніліакос» з четвертого за рівнем дивізіону країни, а згодом тренував клуби «Ілісіакос» та «Каламата».
12 березня 1994 року став головним тренером «Панатінаїкоса», замінивши Івицю Осима. Роча виграв з клубом 8 матчів до кінця сезону, в тому числі і фінал Кубка Греції проти АЕКа, а також став з командою віце-чемпіоном країни. Наступний сезон 1994/95 для «Панатінаїкоса» і його тренера виявився одним з найкращих — на його початку клуб здобув Суперкубок Греції, знову обігравши АЕК (3:0), а за підсумками сезону клуб виграв золотий дубль. У сезоні 1995/96 афінський клуб захистив титул чемпіона країни, а також став півфіналістом Ліги чемпіонів. Втім після цього у команди розпочався спад і вилетівши у кваліфікації Ліги чемпіонів і Кубка УЄФА від «Русенборга» і «Легії» відповідно вже 13 жовтня 1996 року Хуан був звільнений.
Після цього протягом 1997—1999 років очолював тренерський штаб клубу «Аріс», а потім ненадовго повернувся в «Панатінаїкос». В подальшому також очолював клуби «Шкода Ксанті» та «Ілісіакос», а також кіпрський «Олімпіакос».
3 2008 року Роча знову став працювати у «Панатінаїкосі», займаючи посаду скаута по Аргентині та Південній Америці, а також працюючи з академією клубу. Після того як головний тренер клубу Жезуалду Феррейра подав у відставку 14 листопада 2012 року, Роча втретє у кар'єрі став головним тренером «Панатинаїкоса», втім вже на початку січня наступного року передав цю посаду іспанцю Фабрісіано Гонсалесу.
Наразі останнім місцем тренерської роботи був польський клуб «Рух» (Хожув), головним тренером команди якого Хуан Рамон Роча був з 10 вересня 2017 по 5 квітня 2018 року, втім не зумів врятувати команду від вильоту з другого за рівнем дивізіону країни.

## Титули і досягнення

### Як гравця
- Чемпіон Аргентини (1):

«Ньюеллс Олд Бойз»: 1974 (Метрополітано)
- Чемпіон Греції (2):

«Панатінаїкос»: 1983–84, 1985–86
- Володар Кубка Греції (5):

«Панатінаїкос»: 1981–82, 1983–84, 1985–86, 1987–88, 1988–89
- Володар Суперкубка Греції (1):

«Панатінаїкос»: 1988
- Володар Кубка Лібертадорес (1):

«Бока Хуніорс»: 1978

### Як тренера
- Чемпіон Греції (2):

«Панатінаїкос»: 1994–95, 1995–96
- Володар Кубка Греції (2):

«Панатінаїкос»: 1994, 1995
- Володар Суперкубка Греції (1):

«Панатінаїкос»: 1994